# Sinimäed

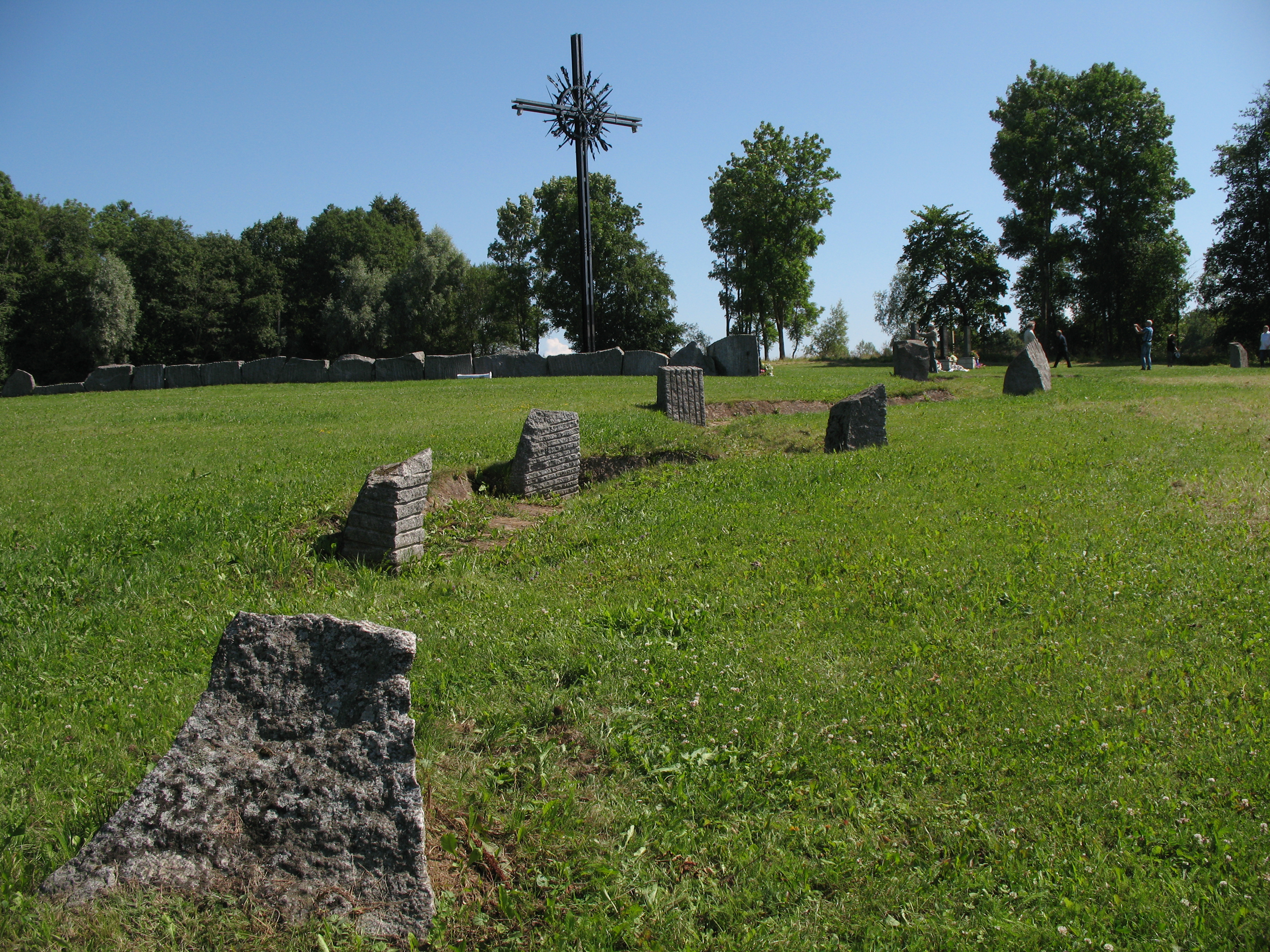

Sinimäed (även kallat Blå bergen) är ett litet kullområde kring orten Sinimäe i Vaivara kommun i Estland. I området finns tre toppar: Tornimägi (71 meter), Põrguhaumägi (83 meter) och Pargimägi (85 meter). Många strider har utkämpats i Sinimäed, bland annat under stora nordiska kriget, estniska frihetskriget och andra världskriget. På området finns flera begravningsplatser och minnesmärken.